# Catalogue et index des sites médicaux de langue française
Le CISMeF est un système de métadonnées médicales en langue française concernant le Catalogue et Index des Sites Médicaux de langue Française (acronyme : CISMeF).
Cette initiative a été lancée et est toujours maintenue par le Centre hospitalier universitaire de Rouen - Hôpitaux de Rouen.
« CISMeF utilise deux outils standards pour organiser l'information : le thesaurus MeSH (Medical Subject Headings) utilisé notamment pour la base de données bibliographique MEDLINE et le format de métadonnées du Dublin Core. »
Le CISMeF propose en 2020 plusieurs outils principaux élaborés :
- Doc’CISMeF[2] pour fouiller le CISMeF proprement dit ;
- LiSSa[3] est la base de données bibliographiques de la Littérature Scientifique en Santé ;
- CRBM[4] : Constructeur de Requêtes Bibliographiques Médicales pour formuler les recherches sur PubMed, CISMeF et LiSSa en langue française ;
- HeTOP[5] (Health Terminology/Ontology Portal) inclut les principales terminologies et ontologies de santé, et contient plus de 2 millions de concepts disponibles dans plusieurs langues à travers plus de 70 terminologies ou ontologies (en 2020). il permet d'accéder en particulier à la CISP2[6] et au Q codes[7].